# Utu

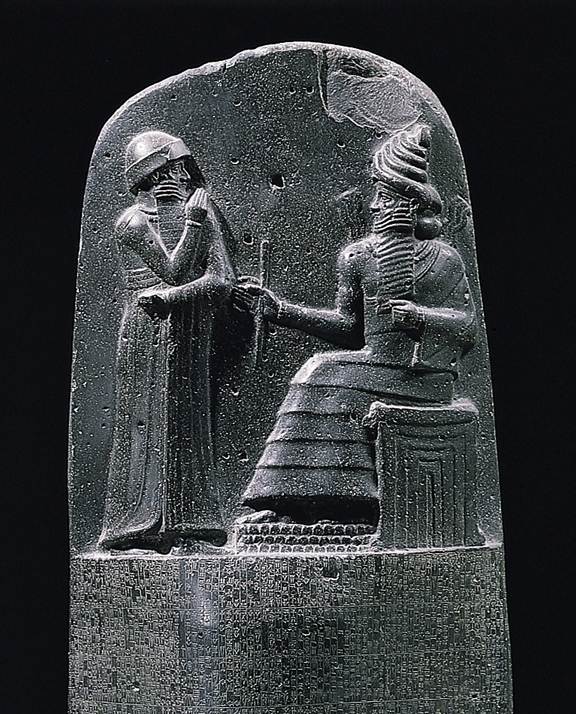
Övre delen av stentavlan med Hammurabis lagar. Utu överräcker härskaren sina lagar.

Utu var en sumerisk solgud. Hans akkadiska namn var Shamash. Denne gud dyrkades framför allt i den mesopotamiska stadsstaten Sippar och förknippades med lagar och rättvisa.
Lagstelen tillhörande Hammurabi illustreras av en bild där Utu överräcker härskaren sina gudomliga lagar.